# Alec Cunningham-Reid
Alec Cunningham-Reid DFC, nacido como Alec Stratford Reid, (Wayland, 1895 – Valbonne, 26 de marzo de 1977), fue un militar y político británico, que sirvió en el ejército británico con el rango de teniente durante la Primera Guerra Mundial consiguiendo ser as de la aviación por conseguir derribar 7 aviones enemigos. Tras la guerra entró en política como militante del Partido Conservador, ejerciendo el cargo de miembro del Parlamento entre 1922 y 1945.